# High Hopes (песен на „Пинк Флойд“)
„High Hopes“ е песен на Пинк Флойд от албума от 1994 година The Division Bell. Музиката е написана от Дейвид Гилмор, а текстът от него и Поли Самсън. Текстът на песента разказва за нещата, които човек печели и губи през живота си и навява асоциации с живота на самия Гилмор и с други песни на групата. По думите на Гилмор, песента се ражда като „искра на вдъхновението“.
„High Hopes“ е последната песен, която Пинк Флойд записват за този техен последен студиен албум, и неслучайно е поставена в неговия край. Това е своеобразен разказ на историята на групата, от техните ранни години, през грандиозния успех с албумите The Dark Side of the Moon и The Wall, до раздялата и момента, когато всеки от членовете продължава своята самостоятелна кариера. Самото заглавие на албума (в превод: „Камбаната на раздялата“), избрано от приятеля на Гилмор Дъглас Адамс, е взето точно от текста на тази песен.
Началото на „High Hopes“ е препратка към една друга песен, написана от Гилмор, „Fat Old Sun“ („Дебелото старо слънце“), от албума Atom Heart Mother. В началото и на двете песни се чува камбанен звън. Цвърченето на птици и бръмченето на мухи напомня на песента на Роджър Уотърс „Grantchester Meadows“ от албума от 1969 година Ummagumma. Последната строфа от текста („The endless river, forever and ever“) е ехо от един от първите хитове на Пинк Флойд, „See Emily Play“ („Float on a river, forever and ever“).
Видеоклипът към песента съдържа много препратки към Кеймбридж, където са израснали Сид Барет, Роджър Уотърс и Дейвид Гилмор: шаловете, част от университетската униформа, велосипедите и плоскодънната лодка по реката.
Песента е включена в компилацията от 2001 година, Echoes: The Best of Pink Floyd със съкратено китарно соло. Групата Nightwish затварят албума си Highest Hopes с кавър-версия на песента. Кавър правят и Gregorian в албума си Masters of Chant Chapter IV.
|  | Тази страница частично или изцяло представлява превод на страницата High Hopes (Pink Floyd song) в Уикипедия на английски. Оригиналният текст, както и този превод, са защитени от Лиценза „Криейтив Комънс – Признание – Споделяне на споделеното“, а за съдържание, създадено преди юни 2009 година – от Лиценза за свободна документация на ГНУ. Прегледайте историята на редакциите на оригиналната страница, както и на преводната страница, за да видите списъка на съавторите. ВАЖНО: Този шаблон се отнася единствено до авторските права върху съдържанието на статията. Добавянето му не отменя изискването да се посочват конкретни източници на твърденията, които да бъдат благонадеждни. |